# Paul Marklowsky
Paul Marklowsky (* 20. April 1911 in Frankenthal, Kreis Neumarkt, Provinz Schlesien; † 18. Mai 1998 in Bellheim) war ein deutscher Jurist und Politiker (FDP).

## Leben
Nach dem Besuch der Volksschule und dem Abitur 1933 am humanistischen Gymnasium in Waldenburg nahm Marklowsky ein Studium der Rechts- und Staatswissenschaften an der Universität Breslau auf, das er 1939 mit dem Ersten Staatsexamen abschloss. Im Anschluss absolvierte er seinen juristischen Vorbereitungsdienst, er war ab 1939 Gerichtsreferendar und ab 1943 Assessor. Das Referendariat musste er kriegsbedingt unterbrechen; er nahm von 1939 bis 1945 als Soldat am Zweiten Weltkrieg teil, zuletzt als Oberleutnant der Reserve.
Marklowsky legte 1950 das Zweite Juristische Staatsexamen in Bayern ab. Er erhielt die Zulassung als Rechtsanwalt und praktizierte als solcher in Germersheim. Ab 1952 war er Mitglied des Zweckverbandes sowie des Verwaltungsrates der Kreis- und Stadtsparkasse Germersheim.
Marklowsky trat in die FDP ein und wurde 1956 zum Vorsitzenden des FDP-Kreisverbandes Germersheim gewählt. Des Weiteren fungierte er als Landesparteirichter. Ab 1952 war er Kreistagsmitglied des Landkreises Germersheim und ab 1956 Mitglied des Stadtrates von Germersheim. In beiden Kommunalparlamenten war er Vorsitzender der FDP-Fraktion.
Vom 12. April 1963, als er für den verstorbenen Abgeordneten August Glesius über die Landesliste der FDP nachrückte, bis zum Ablauf der vierten Legislaturperiode war er kurzzeitig Mitglied des Landtages von Rheinland-Pfalz.